# Cupa Campionilor Europeni 1955-1956
Competiția numită Cupa Campionilor Europeni a fost ideea lui Gabriel Hanot, redactor-șef al cotidianului francez L'Équipe. Apelul său din decembrie 1954 a fost primit cu entuziasm de către nou înființata uniune europeană a fotbalului, UEFA iar în septembrie 1955 participantele erau gata de start.
Lista celor 16 participante cuprindea doar 7 campioane naționale (RSC Anderlecht, AGF Arhus, Djurgårdens IF, AC Milan, Real Madrid, Stade de Reims  și Rot-Weiss Essen; dar nicio echipă engleză. Acest fapt l-a supărat pe Gabriel Hanot, deranjat totodată și de o declarație venită dinspre Wolverhampton Wanderers, care susțineau că sunt cei mai buni de pe continent datorită unor victorii în jocuri amicale împotriva lui Kispest Honvéd și Spartak Moscova.
Real Madrid în schimb, nu a avut nevoie de prea multe invitații. Ei avuseseră deja succese internaționale în Cupa Latină pe care au câștigat-o în 1949 în dauna unor echipe din Franța, Italia și Portugalia. De fapt, echipa lui Bernabeu a contribuit din plin la spectaculozitatea competiției pornind cu un 7-0 la general împotriva elvețienilor de la Servette.
A urmat apoi dubla cu JDS Partizan Belgrad, cei care au jucat primul meci al turneului. Primul meci s-a disputat la Madrid în ziua de Crăciun n-a adus bucurie sârbilor care au încasat un sec 4-0. În retur Los Merengues au pierdut cu 3-0 dar s-au calificat pentru semifinala împotriva lui AC Milan.
Italienii, cu cei 3 internaționali suedezi în lot: Gunnar Gren, Gunnar Nordahl și Nils Liedholm, au avut mai întâi de recuperat un 3-4 încasat pe propriul teren de la 1. FC Saarbrücken în meciul de debut, după care au înscris 8 goluri în poarta celor de la Rapid Viena în sferturile de finală. În semifinale au continuat să spere chiar și după înfrângerea de la Madrid cu 4-2, însă au pierdut la general cu 5-4.
De cealaltă parte, Stade de Reims  și-a croit drumul către finala de la Paris învingând reprezentanta Scoției, Hibernian FC. În finală, francezii au condus cu 2-0 fiind egalați, apoi au revenit în avantaj, 3-2 prin golul lui Michel Hidalgo. Dar, cu atacantul central di Stefano, extrema Gento și interul Rial în mare formă, Real Madrid a revenit și Héctor Rial a înscris golul victoriei după ce în prealabil egalase prin Marquitos.

## Optimi de finală
| Echipa 1                  | Total  | Echipa 2                 | Turul I | Turul II |
| ------------------------- | ------ | ------------------------ | ------- | -------- |
| Sporting CP Lisabona      | 5 – 8  | JDS Partizan Belgrad     | 3 – 3   | 2 – 5    |
| Budapesti Vörös Lobogó SE | 10 – 4 | RSC Anderlecht Bruxelles | 6 – 3   | 4 – 1    |
| Servette FC Geneva        | 0 – 7  | Real Madrid CF           | 0 – 2   | 0 – 5    |
| Rot-Weiss Essen eV        | 1 – 5  | Hibernian FC Edinburgh   | 0 – 4   | 1 – 1    |
| Djurgårdens IF            | 4 – 1  | WKS Gwardia Varșovia     | 0 – 0   | 4 – 1    |
| Aarhus Gymnastikforening  | 2 – 4  | Stade de Reims           | 0 – 2   | 2 – 2    |
| SK Rapid Viena            | 6 – 2  | PSV Eindhoven            | 6 – 1   | 0 – 1    |
| AC Milan SpA              | 7 – 5  | 1. FC Saarbrücken        | 3 – 4   | 4 – 1    |

### Turul I
| Sporting CP Lisabona                    | 3 – 3   | JDS Partizan Belgrad           |
| --------------------------------------- | ------- | ------------------------------ |
| Martins 14', 78' · Galaz 50' · Quim 65' | Detalii | Milutinović 45', 50' Bobek 73' |

| Budapesti Vörös Lobogó SE                                  | 6 – 3   | RSC Anderlecht Bruxelles             |
| ---------------------------------------------------------- | ------- | ------------------------------------ |
| Szimcsák 8' Palotás 25', 59', 80' Hidegkuti 28' Sándor 83' | Detalii | Vanderwilt 7' Van den Bosch 39', 70' |

| Servette FC Geneva | 0 – 2   | Real Madrid CF     |
| ------------------ | ------- | ------------------ |
|                    | Detalii | Muñoz 74' Rial 89' |

| Rot-Weiss Essen eV | 0 – 4   | Hibernian FC Edinburgh                  |
| ------------------ | ------- | --------------------------------------- |
|                    | Detalii | Turnbull 35', 53' Reilly 44' Ormond 81' |

| Djurgårdens IF | 0 – 0   | WKS Gwardia Varșovia |
| -------------- | ------- | -------------------- |
|                | Detalii |                      |

| Aarhus Gymnastikforening | 0 – 2   | Stade de Reims   |
| ------------------------ | ------- | ---------------- |
|                          | Detalii | Glovacki 7', 72' |

| SK Rapid Viena                                             | 6 – 1   | PSV Eindhoven |
| ---------------------------------------------------------- | ------- | ------------- |
| Körner 12', 62', 81' Mehsarosch 55' Hanappi 56' Probst 60' | Detalii | Fransen 18'   |

| AC Milan SpA                              | 3 – 4   | 1 FC Saarbrücken                               |
| ----------------------------------------- | ------- | ---------------------------------------------- |
| Frignani 15' Schiaffino 33' dal Monte 37' | Detalii | Krieger 5' Philippi 43' Schirra 67' Martin 69' |

### Turul II
| Real Madrid CF                                         | 5 – 0   | Servette FC |
| ------------------------------------------------------ | ------- | ----------- |
| di Stéfano 29', 61' Fernández 44' Rial 46' Molowny 54' | Detalii |             |

Real Madrid CF s-a calificat cu scorul general 7–0.
| JDS Partizan Belgrad                     | 5 – 2   | Sporting CP      |
| ---------------------------------------- | ------- | ---------------- |
| Milutinović 15', 29', 64', 74' Jocić 88' | Detalii | Brandão 49', 77' |

JDS Partizan Belgrad s-a calificat cu scorul general 8–5.
| Hibernian FC Edinburgh | 1 – 1   | Rot-Weiss Essen eV |
| ---------------------- | ------- | ------------------ |
| Buchanan 5'            | Detalii | Abromeit 90'       |

Hibernian FC Edinburgh s-a calificat cu scorul general 5–1.
| WKS Gwardia Varșovia | 1 – 4   | Djurgårdens IF                     |
| -------------------- | ------- | ---------------------------------- |
| Baszkiewicz 14'      | Detalii | Eriksson 5', 17', 22' Sandberg 29' |

Djurgården IF s-a calificat cu scorul general 4–1.
| RSC Anderlecht Bruxelles | 1 – 4   | Budapesti Vörös Lobogó SE                       |
| ------------------------ | ------- | ----------------------------------------------- |
| Van Den Bosch 3'         | Detalii | Hidegkuti 25' Lantos 78' Palotás 85' Kovács 86' |

Vörös Lobogó s-a calificat cu scorul general 10–4.
| Stade de Reims          | 2 – 2   | Aarhus Gymnastikforening   |
| ----------------------- | ------- | -------------------------- |
| Glovacki 47' Bliard 60' | Detalii | Jensen 77' Bjerregaard 80' |

Stade de Reims s-a calificat cu scorul general 4–2.
| PSV Eindhoven | 1 – 0   | SK Rapid Viena |
| ------------- | ------- | -------------- |
| Fransen 9'    | Detalii |                |

SK Rapid Viena s-a calificat cu scorul general 6–2.
| 1 FC Saarbrücken | 1 – 4   | AC Milan SpA                       |
| ---------------- | ------- | ---------------------------------- |
| Binkert 32'      | Detalii | Valli 8', 77' Puff 75' Beraldo 86' |

AC Milan SpA s-a calificat cu scorul general 7–5.

## Sferturi de finală
| Echipa 1       | Total | Echipa 2                  | Turul I | Turul II |
| -------------- | ----- | ------------------------- | ------- | -------- |
| Djurgårdens IF | 1 – 4 | Hibernian FC Edinburgh    | 1 – 3   | 0 – 1    |
| Stade de Reims | 8 – 6 | Budapesti Vörös Lobogó SE | 4 – 2   | 4 – 4    |
| Real Madrid CF | 4 – 3 | JDS Partizan Belgrad      | 4 – 0   | 0 – 3    |
| SK Rapid Viena | 3 – 8 | AC Milan SpA              | 1 – 1   | 2 – 7    |

### Turul I
| Djurgårdens IF | 1 – 3   | Hibernian FC Edinburgh             |
| -------------- | ------- | ---------------------------------- |
| Eklund 1'      | Detalii | Combe 18' Mulkerrin 49' Olsson 86' |

| Stade de Reims                                               | 4 – 2   | Budapesti Vörös Lobogó SE    |
| ------------------------------------------------------------ | ------- | ---------------------------- |
| Glovacki 14' Leblond 33', 57' [[René Leblond]\|Leblond]] 42' | Detalii | Szolnok 34' Lantos 77' (pen) |

| Real Madrid CF                            | 4 – 0   | JDS Partizan Belgrad |
| ----------------------------------------- | ------- | -------------------- |
| Castaño 12', 23' Gento 36' di Stéfano 70' | Detalii |                      |

| SK Rapid Viena   | 1 – 1   | AC Milan SpA |
| ---------------- | ------- | ------------ |
| Körner 26' (pen) | Detalii | Nordahl 20'  |

### Turul II
| Hibernian FC Edinburgh | 1 – 0   | Djurgården IF |
| ---------------------- | ------- | ------------- |
| Turnbull 70'           | Detalii |               |

Hibernian FC Edinburgh s-a calificat cu scorul general 4–1.
| Budapesti Vörös Lobogó SE                    | 4 – 4   | Stade de Reims                          |
| -------------------------------------------- | ------- | --------------------------------------- |
| Lantos 11' (pen), 74' (pen) Palotás 53', 82' | Detalii | Glovacki 6' Bliard 20', 44' Templin 52' |

Stade de Reims s-a calificat cu scorul general 8–6.
| JDS Partizan Belgrad                      | 3 – 0   | Real Madrid CF |
| ----------------------------------------- | ------- | -------------- |
| Milutinović 24', 87' Mihajlović 46' (pen) | Detalii |                |

Real Madrid CF s-a calificat cu scorul general 4–3.
| AC Milan SpA                                                              | 7 – 2   | SK Rapid Viena         |
| ------------------------------------------------------------------------- | ------- | ---------------------- |
| Mariani 15' Nordahl 23', 50' Ricagni 26', 63' Frignani 56' Schiaffino 75' | Detalii | Golobic 35' Dienst 59' |

AC Milan SpA s-a calificat cu scorul general 8–3.

## Semifinale
| Echipa #1      | Total | Echipa #2              | Turul I | Turul II |
| -------------- | ----- | ---------------------- | ------- | -------- |
| Stade de Reims | 3 – 0 | Hibernian FC Edinburgh | 2 – 0   | 1 – 0    |
| Real Madrid CF | 5 – 4 | AC Milan SpA           | 4 – 2   | 1 – 2    |

### Turul I
| Stade de Reims         | 2 – 0   | Hibernian FC Edinburgh |
| ---------------------- | ------- | ---------------------- |
| Leblond 67' Bliard 89' | Detalii |                        |

| Real Madrid CF                                | 4 – 2   | AC Milan                  |
| --------------------------------------------- | ------- | ------------------------- |
| Rial 6' Iglesias 25' Olsen 40' di Stéfano 62' | Detalii | Nordahl 9' Schiaffino 30' |

### Turul II
| Hibernian FC Edinburgh | 0 – 1   | Stade de Reims |
| ---------------------- | ------- | -------------- |
|                        | Detalii | Glovacki 57'   |

Stade de Reims s-a calificat cu scorul general 3–0.
| AC Milan                       | 2 – 1   | Real Madrid  |
| ------------------------------ | ------- | ------------ |
| Dal Monte 69' (pen), 86' (pen) | Detalii | Iglesias 65' |

Real Madrid s-a calificat cu scorul general 5–4.

## Finala
| Stade de Reims | Stade de Reims | Real Madrid CF | Real Madrid CF | Așezarea echipelor                                      |
| | \| Finala \| \| 13 iunie 1956, ora 20:30 la Paris (Parc des Princes) \| \| Scor: 3 – 4 (2 – 2) \| \| Spectatori: 38.239 \| \| Arbitru: Arthur Edward Ellis, Anglia \| \| Detalii \|                        | \| Finala \| \| 13 iunie 1956, ora 20:30 la Paris (Parc des Princes) \| \| Scor: 3 – 4 (2 – 2) \| \| Spectatori: 38.239 \| \| Arbitru: Arthur Edward Ellis, Anglia \| \| Detalii \| |                | Așezarea echipelor Stade de Reims versus Real Madrid CF |
| - René Jacquet - Simon Zimny - Raoul Giraudo - Michel Leblond - Robert Jonquet - Robert Siatka - Michel Hidalgo - Léon Glovacki - Raymond Kopa - René Bliard - Jean Templin Antrenor: Albert Batteux | - Juan Alonso - Ángel Atienza - Rafael Lesmes - Miguel Muñoz - Marquitos - José María Zárraga - Joseíto - Ramón Marsal Ribó - Alfredo Di Stéfano - Héctor Rial - Francisco Gento Antrenor: Pepe Villalonga | |                | Așezarea echipelor Stade de Reims versus Real Madrid CF |
| 1 – 0 Michel Leblond (6) 2 – 0 Jean Templin (10) 3 – 2 Michel Hidalgo (62) | 2 – 1 Alfredo Di Stéfano (14) 2 – 2 Héctor Rial (30) 3 – 3 Marquitos (67) 3 – 4 Héctor Rial (79) | |                | Așezarea echipelor Stade de Reims versus Real Madrid CF |
| Finala | | |                |                                                         |
| 13 iunie 1956, ora 20:30 la Paris (Parc des Princes) | | |                |                                                         |
| Scor: 3 – 4 (2 – 2) | | |                |                                                         |
| Spectatori: 38.239 | | |                |                                                         |
| Arbitru: Arthur Edward Ellis, Anglia | | |                |                                                         |
| Detalii | | |                |                                                         |

## Golgheteri
8 goluri
- Miloš Milutinović (NK Partizan Belgrad)

6 goluri
- Péter Palotás (Budapesti Vörös Lobogó SE)
- Léon Glovacki (Stade de Reims)

5 goluri
- René Bliard (Stade de Reims)
- Alfredo Di Stéfano (Real Madrid CF)
- Héctor Rial (Real Madrid CF)